# Habitatge al carrer Hug Fullalquer, 18 (Alcanar)
L'Habitatge al carrer Hug Fullalquer, 18 és una obra d'Alcanar (Montsià) inclosa a l'Inventari del Patrimoni Arquitectònic de Catalunya.

## Descripció
Habitatge entre mitger que es compon de planta, entresòl, pis i golfes. A la planta, la porta és gran assolint l'alçada del nivell de l'entresòl, amb tarja superior de vidre i enreixat; al costat, hi ha una altra finestra també enreixada.
A l'entresòl, s'obre un petit balcó, amb estructura de ferro i base de manisa decorada.
Les golfes tenen dos petits obertures amb ampits i un arrebossat que forma una sanefa decorativa simple en relleu sota cadascun d'ells. El voladís superior pren forma pren forma de cornisa motllada.
Possiblement, aquest edifici sigui de darreries del segle xix o principis del XX, ja que al mateix carrer, les cases de tipus més senzill tenen a la llinda dates com 1900, 1910,...etc.